# Mossega la bala
 Mossega la bala  (títol original en anglès: Bite the Bullet ) és una pel·lícula estatunidenca dirigida per Richard Brooks, estrenada el 1975. Aquesta pel·lícula ha estat doblada al català.

## Argument[2]
Colorado, començaments del segle xx. Denver organitza una carrera de cavalls a través de mil quilòmetres de planures, deserts, muntanyes amb una aposta de 2000 dòlars. L'aventura sedueix diversos competidors amb ambicions diverses.
Sam Clayton, cavaller emèrit, no comparteix tanmateix l'emulació que envolta aquesta carrera.

## Repartiment
- Gene Hackman: Sam Clayton
- Candice Bergen: Miss Jones
- James Coburn: Luke Matthews
- Ben Johnson: Mister
- Ian Bannen: Sir Harry Norfolk
- Jan-michael Vincent: Carbo
- Don Robert: Portar
- Mario Arteaga: El mexicà
- Dabney Coleman: Jack Parker
- John Mcliam: Gebhardt